# Halterofília als Jocs Olímpics d'estiu de 1948
Als Jocs Olímpics d'Estiu de 1948 celebrats a la ciutat de Londres (Regne Unit) es disputaren sis proves d'halterofília, totes elles en categoria masculina. En aquesta edició es realitzaren totes les proves en un únic dia, el 9 d'agost de 1948 a l'Earls Court Exhibition Centre, i s'introduí una nova categoria, esdevenint el primer canvi en aquesta disciplina des de l'any 1920.

## Resum de medalles
| Prova                            | Or               | Plata              | Bronze                  |
| Pes gall - 56 kg detalls         | Joseph De Pietro | Julian Creus       | Richard Tom             |
| Pes ploma – 60 kg detalls        | Mahmoud Fayad    | Rodney Wilkes      | Mohammad Jafar Salmassi |
| Pes lleuger – 67.5 kg detalls    | Ibrahim Shams    | Attia Hamouda      | James Halliday          |
| Pes mitjà – 75 kg detalls        | Frank Spellman   | Peter George       | Kim Sung-jip            |
| Pes semipesant – 82,5 kg detalls | Stanley Stanczyk | Harold Sakata      | Gösta Magnusson         |
| Pes pesant + 82,5 kg detalls     | John Davis       | Norbert Schemansky | Abraham Charite         |

## Medaller
| Posició | País              | Or | Argent | Bronze | Total |
| 1       | Estats Units      | 4  | 3      | 1      | 8     |
| 2       | Egipte            | 2  | 1      | 0      | 3     |
| 3       | Regne Unit        | 0  | 1      | 1      | 2     |
| 4       | Trinitat i Tobago | 0  | 1      | 0      | 1     |
| 5       | Corea             | 0  | 0      | 1      | 1     |
| 5       | Iran              | 0  | 0      | 1      | 1     |
| 5       | Països Baixos     | 0  | 0      | 1      | 1     |
| 5       | Suècia            | 0  | 0      | 1      | 1     |